# Ẩm thực Nam Mỹ

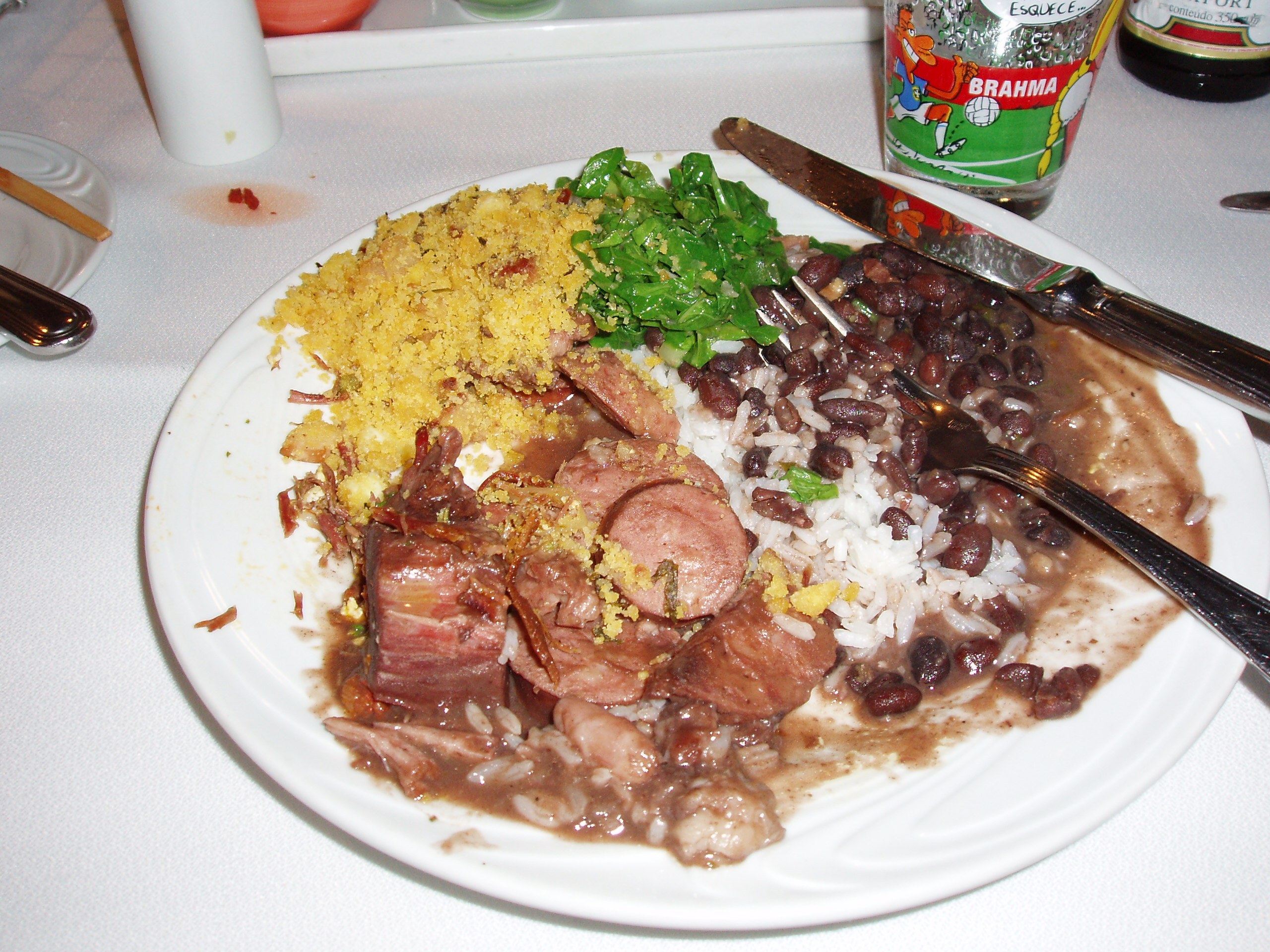
Feijoada

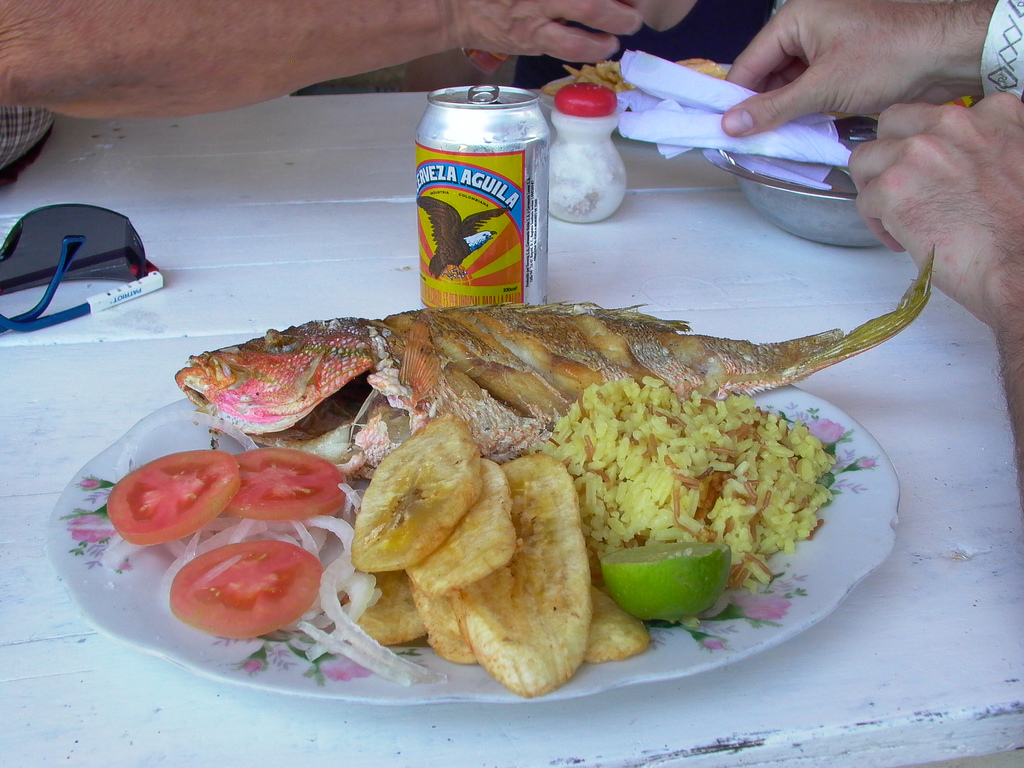
Cá hồng vịnh chiên

Do sự pha trộn dân tộc ở Nam Mỹ, ẩm thực Nam Mỹ có ảnh hưởng từ nhiều vùng. Đặc trưng nhất là bản địa Nam Mỹ, châu Phi, Tây Ban Nha, Ý, Bồ Đào Nha, Ấn Độ-Nam Á. Tập quán và các sản phẩm thức ăn thay đổi rất nhiều theo các vùng. Sự tiêu thụ carne asada lan rộng khắp hầu hết toàn bộ lục địa. Các món nướng ngoài trời cũng phổ biến như asado hoặc churrasco.

## Andes
Thức ăn của Andes bị ảnh hưởng rất nhiều bởi ẩm thực của người bản địa (ẩm thực Inca). Các thực phẩm chủ đạo là ngô, khoai tây và các loại củ khác. Các loại thịt điển hình nhất của vùng này là lạc đà không bướu (Peru) và lợn Guinea (Chile, Bolivia, Peru Argentina, Colombia). Các vùng có nước ngọt cá hồi được tiêu thụ. Chupe Andino là từ để nói đến các món hầm và món súp ở dãy Andes. Một trong những đồ uống quan trọng nhất là chicha. Các món quan trọng là humita, Locro, Chanfaina, arepa, quimbolitos (món tamale tráng miệng), và ớt. Một món ăn nổi tiếng từ vùng Andes của Peru là pachamanca. Từ sự kết hợp của ẩm thực Đức và ẩm thực bản địa, và quần đảo Chiloe ở phía nam Andes tạo ra Valdiviano và curanto.
Những vùng ẩm ướt hơn của Peru sản xuất mía, chanh, chuối, và cam. Chancaca là một món phổ biến cũng như Spaghetti alla carbonara, sancocho, huevos quimbos, bánh khoai và Ch'arki.

## Vùng nhiệt đới
Khu vực nhiệt đới của lục địa này được chia thành hai vùng riêng biệt, vùng bờ biển Đại Tây Dương và Thái Bình Dương và vùng Amazon, mỗi vùng có ẩm thực riêng. Nhiều trái cây được coi là kỳ lạ phổ biến trong rừng nhiệt đới và những cánh đồng, như ổi, dứa, đu đủ, xoài, chuối và quả cơm cháy.
Khí hậu và địa lý cũng ủng hộ một loạt các loại cây: khoai lang, sắn, cùng với thịt và cá, lúa mạch và các loại đậu.
Trong khu vực ven biển, ceviche, Tostones hoặc patacón, arepa, chipa, sancocho, pabellón criollo, bandeja paisa, guatita, và sopa paraguaya là các món ăn phổ biến.
Ở Brasil, feijoada, arroz carreteiro (cơm của người đi xe đẩy), và farofa là các món phổ biến; một bang ở Brazil, có ẩm thực riêng của mình mà có ảnh hưởng lớn từ ẩm thực châu Phi.
Khu vực Amazon đượcbiết đến với việc sử dụng các loại thịt địa phương như chuột lang nước, rùa, lợn lòi Pecari, và paca. Các món phổ biến là juane, tacacho, tacacá. Có một loạt các loại trái cây bản địa của Amazon, có thể sử dụng làm rất nhiều loại đồ uống.

## Pampas
Vùng Pampas có ảnh hưởng nhiều nhất từ Ý và Đức. Ở Argentina ba món ăn điển hình là dulce de leche, asado (Churrasco ở Brazil), và milanesa. Pizza Argentina khác với pizza Ý, giống với pizza gập hơn. Pasta và polenta phổ biến ở Argentina và ở Pampas nói chung. Churro, Ensaïmada, Alfajor, ốp la Tây Ban Nha với khoai tây, thịt viên, Sopa de mondongo, Puchero đều là món ăn trong ẩm thực Pampas bắt nguồn từ Tây Ban Nha. Mate (đồ uống) cũng có thể thấy ở Pampas.

## Thông tin khác
Khu vực Amazon khu vực của Nam Mỹ cung cấp một rất nhiều loại cá tươi và trái cây nhiệt đới. Biển Thái Bình Dương cung cấp số lượng lớn hải sản, như cua hoàng đế (người ta thường bắt nó ở phía cực nam của lục địa), tôm hùm (số lượng lớn được tìm thấy từ quần đảo Juan Fernández), và euphausia superba, loại hải sản mới được phát hiện gần đây. Có thể tìm thấy cá ngừ và cá nhiệt đới xung quanh cả lục địa này nhưng nổi bật nhất về sự phong phú là ở gần đảo Phục Sinh. Nhiều vùng đồng bằng trên lục địa này giúp nó sở hữu số lượng cây lương thực, khoai tây và diêm mạch dồi dào. Ở khu vực Patagonia phía nam Chile và Argentina, nhiều người nuôi cừu và gia súc. Ở Brazil, món ăn truyền thống nhất là feijoada, một món hầm, bao gồm các loại đậu với thịt bò và thịt lợn. Ẩm thực Peru bị ảnh hưởng lớn bởi văn hoá Inca (xem ẩm thực Inca).

## Các quốc gia

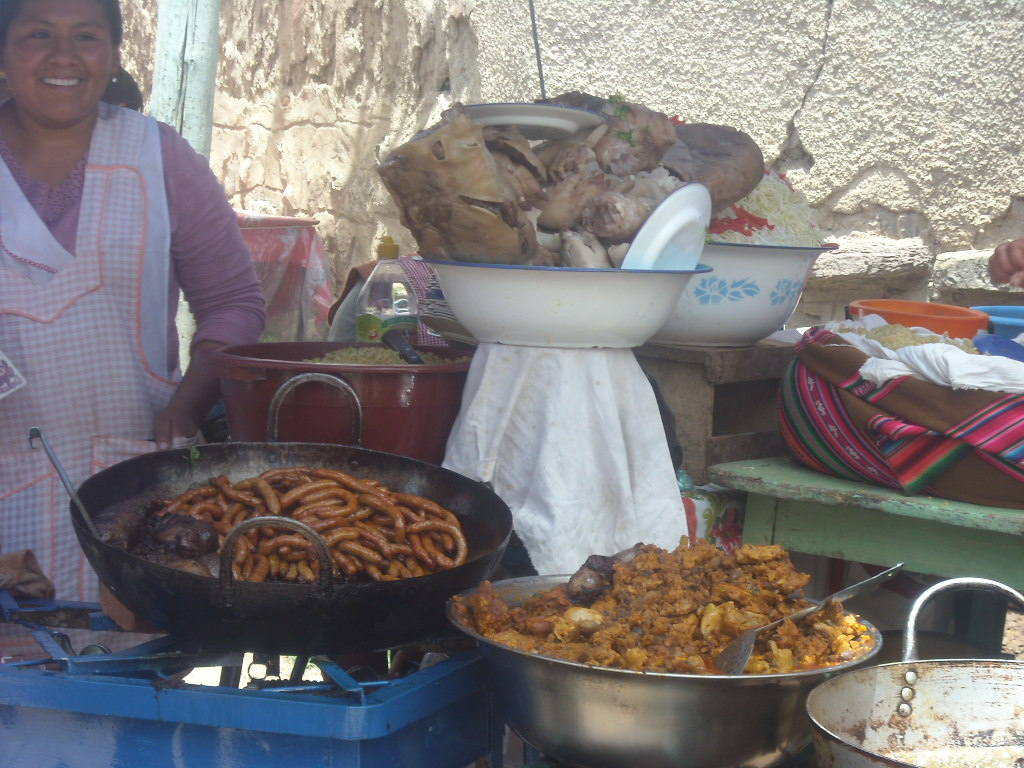
Ẩm thực Peru – xúc xích tarateño và các món khác được bán ở quầy bán rong ở Tarata, Peru

- Ẩm thực Argentina
- Ẩm thực Bolivia
- Ẩm thực Brasil
- Ẩm thực Chile
- Ẩm thực Colombia
- Ẩm thực Ecuador
- Ẩm thực Guyana
- Ẩm thực Paraguay
- Ẩm thực Peru
- Ẩm thực Suriname
- Ẩm thực Uruguay
- Ẩm thực Venezuela